# حسن‌آباد (ری)
حسن‌آباد، مرکز بخش فشاپویه شهرستان ری در استان تهران است.
این شهر در ۵ کیلومتری فرودگاه بین‌المللی امام خمینی قرار دارد و یکی از مهم‌ترین شهرک‌های صنعتی کشور یعنی شهرک صنعتی شمس‌آباد در این منطقه واقع شده است.